# День магазину звукозапису
День магазину звукозапису (англ. Record Store Day) — щорічна подія, започаткована у 2007 році, щоб «відсвяткувати культуру незалежних магазинів звукозапису». Проводиться в одну з субот (зазвичай третю) кожного квітня та кожної Чорної п'ятниці у листопаді, і збирає разом фанатів, артистів та тисячі незалежних магазинів звукозапису по всьому світу. Спеціально до Дня магазину звукозапису друкується низка платівок зі списком релізів для кожної країни, які розповсюджуються лише серед магазинів, що беруть участь у заході.
Штаб-квартира Дня магазину звукозапису знаходиться у Сполучених Штатах, де він і був започаткований. Офіційні організатори працюють у Великій Британії, Ірландії, Мексиці, Європі, Японії та Австралії.

## Передумови

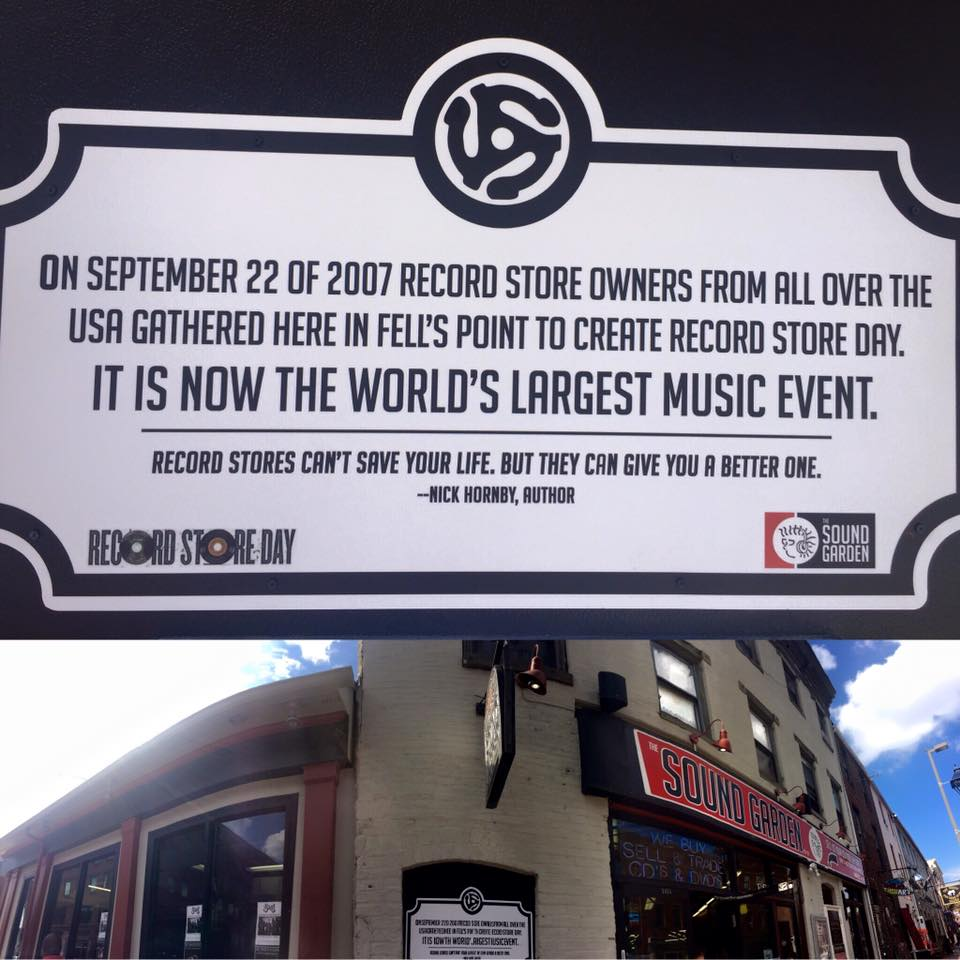
Меморіальна дошка на честь заснування Дня музичного магазину

Спочатку концепцію Дня магазину звукозапису було запропоновано Крісом Брауном з Bull Moose Music і Еріком Левіном із створення події, подібної до Дня безкоштовних коміксів, ідея була створена під час мозкового штурму на зустрічі власників незалежних магазинів звукозаписів у Балтіморі, штат Меріленд. Record Store Day був заснований у 2007 році Еріком Левіним, Майклом Курцем, Керрі Коллітон, Емі Дорфманом, Браяно Понером та Доном Ван Клівом, і зараз відзначається в магазинах по всьому світу, сотні музикантів та інших артистів беруть участь у святкуванні, влаштовуючи спеціальні виступи, концерти, зустрічі зі своїми шанувальниками, проводячи благодійні акції для громадських неприбуткових організацій, а також випускаючи спеціальні релізи вінілу та компакт-дисків, разом з іншими промо-продуктами, приуроченими до цієї події.
Кожен магазин проводить свій власний захід у цей день, щоб відсвяткувати своє місце у своїй спільноті. Хоча День магазину звукозапису відбувається лише раз на рік, організація Record Store Day забезпечує промо-акції, маркетингові та інші можливості для магазинів протягом усього року, підтримуючи веб-сайт, соціальні мережі та інші засоби для поширення своїх поглядів на цінність незалежних музичних магазинів. Щоденне управління Днів магазину звукозапису здійснює Департамент музичних магазинів разом з Коаліцією незалежних музичних магазинів та Альянсом незалежних медіамагазинів.

## Вплив
Менеджер з продажу Universal Music Марк Файд'Ерб назвав Record Store Day «найкращою подією, яка коли-небудь траплялася» для незалежних магазинів звукозапису. 2013 року було зафіксовано найвищі продажі вінілу в США, а 2014 року незалежні роздрібні продавці зафіксували найвищий відсоток фізичних продажів альбомів з часу запровадження системи SoundScan у 1991 році. У 2015 році Американська асоціація незалежної музики нагородила Record Store Day своєю нагородою «Marketplace Ally». 2016 року День магазину звукозапису став найбільшим тижнем продажів вінілової платівки з моменту запровадження SoundScan.
У Великій Британії захід критикували за те, що він орієнтований на колекціонерів платівок, а не на випадкових шанувальників музики, і затримує випуск неафілійованих платівок через монополізацію потужностей заводів з виробництва платівок. Найбільші лейбли звинувачували у захопленні заходу, а також критикували політику магазинів, які зобов'язані купувати платівки без права повернення, а також те, що багато з лімітованих релізів перепродуються в Інтернеті впродовж кількох годин за завищеними цінами.
Деякі магазини під час пандемії COVID-19 наполягали на переформатуванні заходу, навіть припускаючи, що ініціатива може завдати шкоди їхньому бізнесу через проблеми з ланцюгами постачання.